# 포경 (의학)
포경(包莖) 또는 우멍거지는 음경의 귀두가 포피에 덮인 상태에서 노출이 불가능한 상태를 말한다.

## 종류
포경의 종류는 아래와 같다.
- 가성포경(假性包莖) : 손으로 포피를 만져서 문제없이 귀두를 노출시킬수 있으며, 평상시에는 포피에 덮어져 있는 상태이다. 가성포경은 일본에서 사용되고 있는 의학용어로,[1] 한국에서도 가성포경이라는 용어를 사용하고 있다. 한국에서 사용되고 있는 가성포경은 일본의 가성포경(일본어: 仮性包茎, かせいほうけい 가세이 호케[*])이라는 용어를 그대로 받아 사용하는 용어로, 가성포경은 국제적으로 인정을 받은 정식 의학용어가 아니며, 국제적인 용어 중에서 이러한 상태를 특정하는 용어는 없다. 마찬가지로 한국에서만 쓰이는 자연포경(自然包莖)이라는 명칭도 의학용어가 아닌 뜻과 정의가 불문명한 신조어에 불과하다. 이를 굳이 말한다면 "average normal adult human penis"(평균적인 통상 성인의 음경), "natural penis"(자연스러운 음경) 등이다.[2][3]
- 진성포경(眞性包莖) : 포피륜이 좁거나 귀두와 포피의 유착으로 포피가 전혀 뒤집어지지 않는 상태를 말한다. 진성은 국제적 용어에서는 불필요하다.[4]
- 감돈포경(嵌頓包莖) : 포피구가 협소할 경우, 포피를 억지로 뒤집어서 귀두를 노출한 상태에 해 두면 원래대로 덮혀지지 않는 상태이다.

## 같이 보기

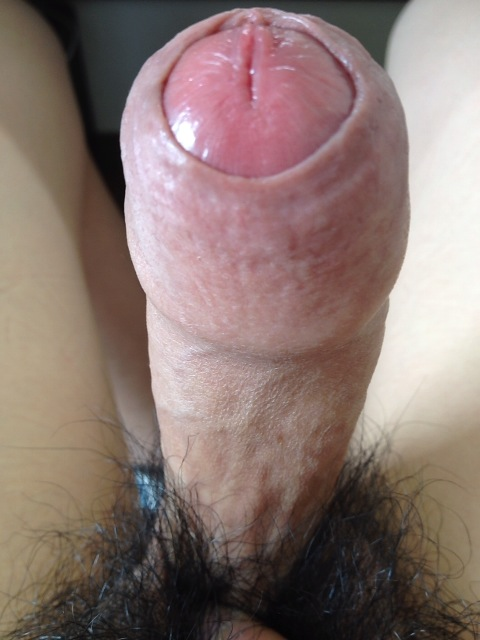
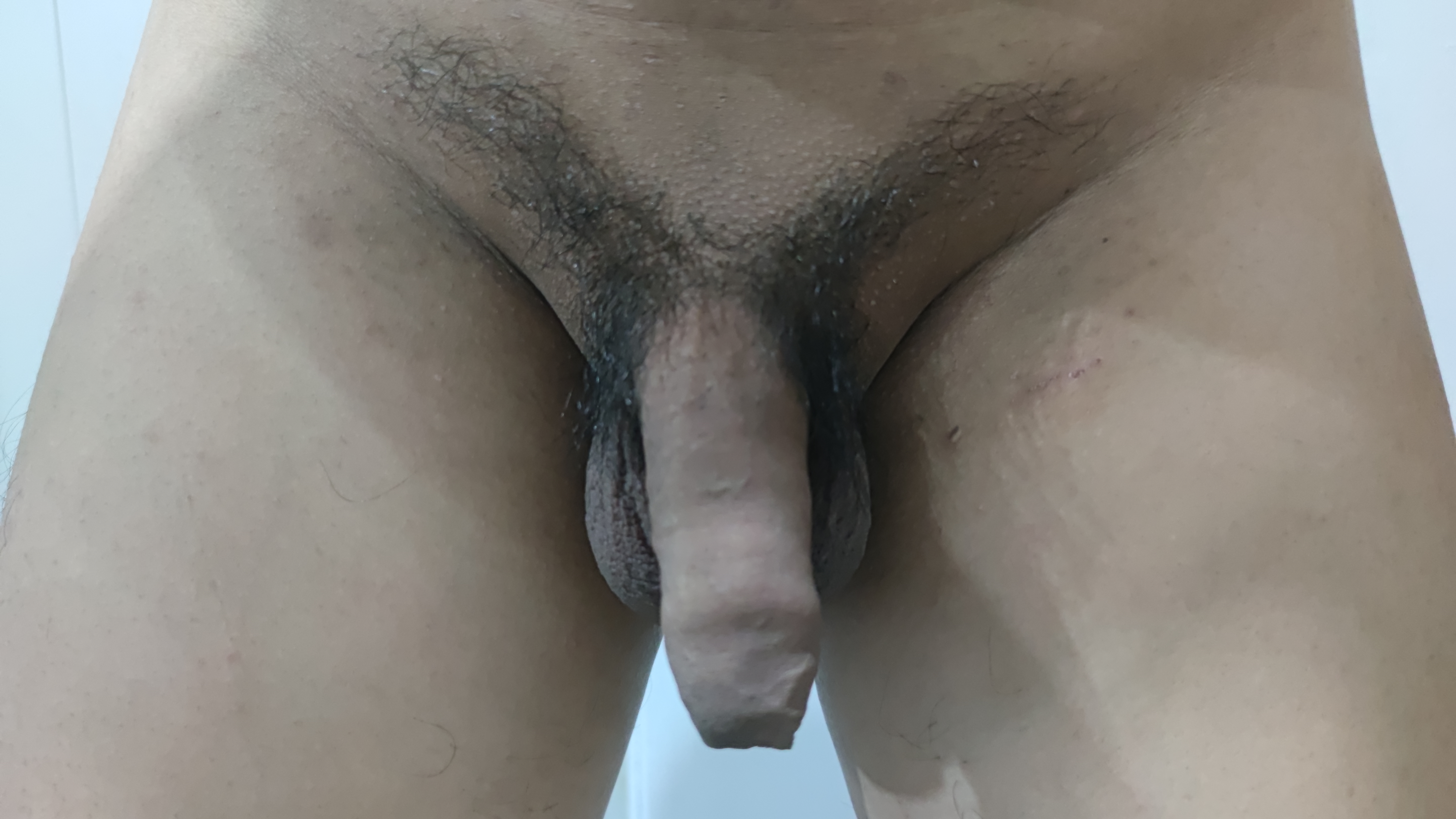
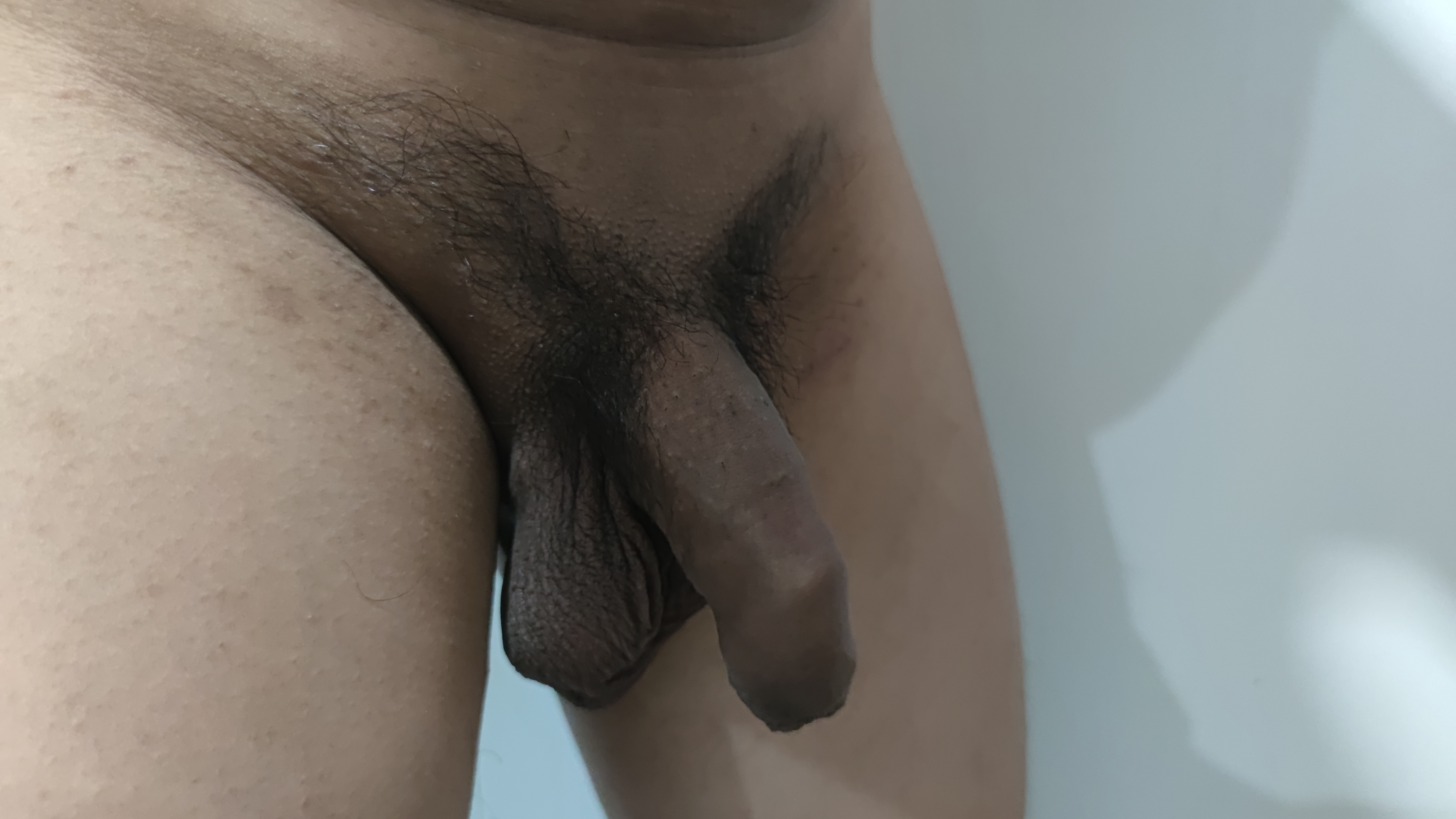
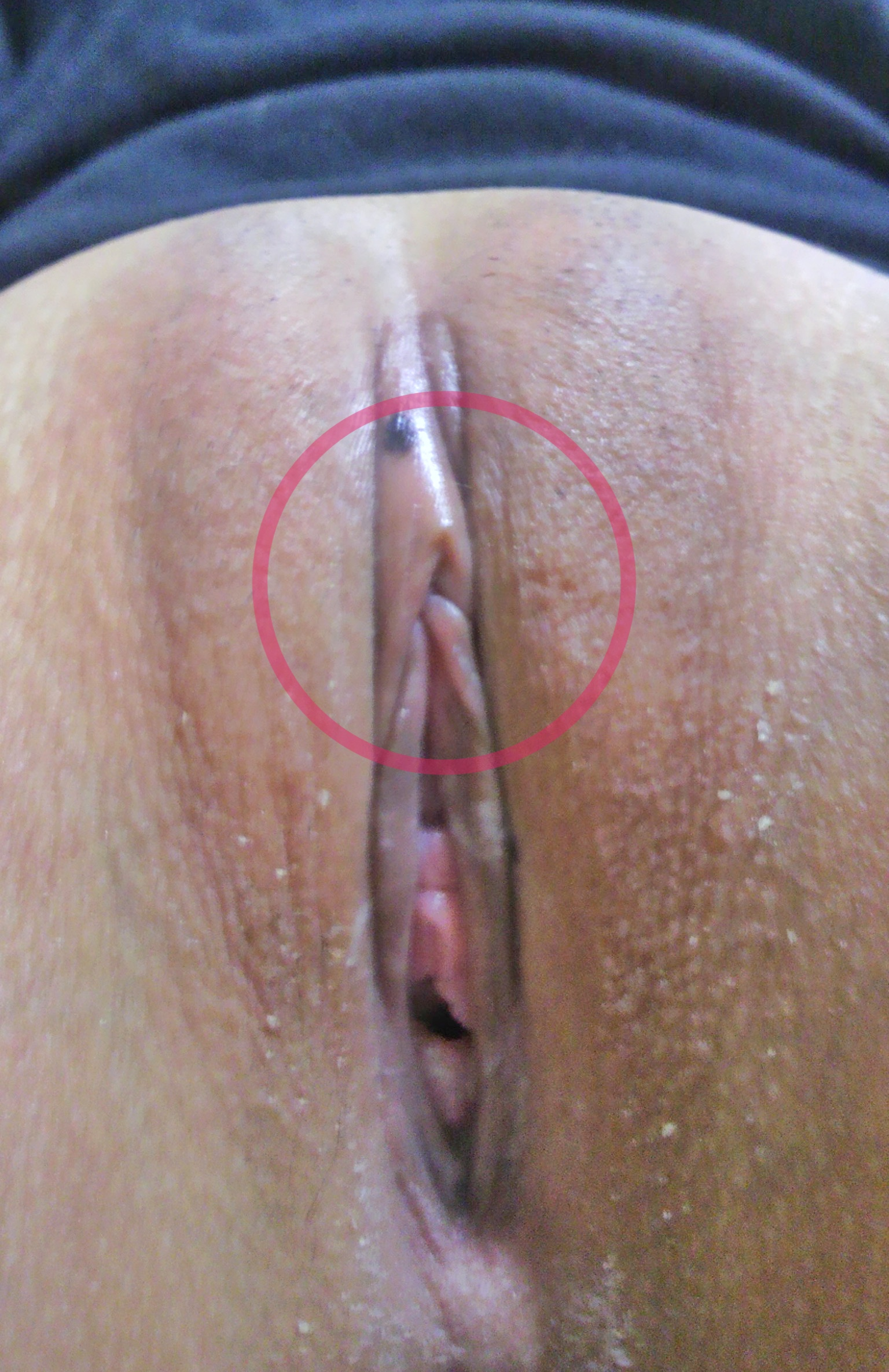

- 음경
- 할례